# Баратівка (Горохівська сільська громада)
Бара́тівка — село в Україні, у Горохівській сільській громаді Баштанського району Миколаївської області. Населення становить 1088 осіб.

## Населення

### Мова
Розподіл населення за рідною мовою за даними перепису 2001 року:
| Мова            | Кількість | Відсоток |
| --------------- | --------- | -------- |
| українська      | 955       | 87.78%   |
| російська       | 116       | 10.66%   |
| білоруська      | 4         | 0.37%    |
| румунська       | 3         | 0.28%    |
| вірменська      | 1         | 0.09%    |
| інші/не вказали | 9         | 0.82%    |
| Усього          | 1088      | 100%     |

## Мешканці
В селі народився Браїлов Рюрик Іванович (1939—2002) — український графік.